# La muerte de Luis XIV
La muerte de Luis XIV (en francés: La Mort de Louis XIV) es una película dramática de 2016 dirigida por Albert Serra e interpretada por Jean-Pierre Léaud. Recibió el premio Jean Vigo. La película se proyectó fuera de competición en el Festival de Cannes de 2016. Obtuvo siete nominaciones en la novena edición de los Premios Gaudí, imponiéndose en las categorías de mejor vestuario y mejor maquillaje y peluquería.

## Gestación
El proyecto de La muerte de Luis XIV se inició como una instalación para el Centro Pompidou, que finalmente no se llevó a cabo, en la que del techo se tenía que colgar una vitrina desde la que el actor Jean-Pierre Léaud interpretaría la agonía del rey Sol durante quince días.

## Argumento
El 10 de agosto de 1715, después de una cacería, empieza la decadencia física que llevará a Luis XIV a la muerte, tras setenta y dos años de reinado. El filme narra sus últimos días postrado en una cama, rodeado de médicos, de aristócratas y de sirvientes, desconcertado ante su propia finitud.

## Reparto
- Jean-Pierre Léaud: Luis XIV
- Irène Silvagni: Madame de Maintenon
- Patrick De Assunçao: Guy-Crescent Fagon
- Vicenç Altaió
- Lluís Serrat
- Marc Susini: Blouin
- Bernard Balen: Georges Mareschal
- Olivier Cadiot: Doctor

## Ficha técnica
- Título original: La Mort de Louis XIV
- Título internacional: en inglés: The Death of Louis XIV
- Dirección: Albert Serra
- Guion: Thierry Lounas et Albert Serra
- Ayudante de dirección : Maïa Difallah
- Decorados: Sebastian Vogler
- Vestuario: Nina Avramovic
- Fotografía: Jonathan Ricquebourg
- Sonido: Anne Dupouy et Jordi Ribas
- Casting: Joël Carrigou
- Montaje: Ariadna Ribas, Albert Serra et Artur Tort
- Música: Marc Verdaguer
- Producción: Thierry Lounas, Claire Bonnefoy y Albert Serra (coproducción)
- Productora: Capricci; Andergraun Films, Bobi Lux y Rosa Filmes (coproducción)
- Distribuidora: Capricci
- País de producción:  Francia/ España/ Portugal
- Lengua de rodaje: francés con secuencias en latín
- Formato: color - 35 mm
- Género: Drama histórico
- Duración: 115 minutos
- Fechas de estreno:
  - Francia: 19 de mayo de 2016  (Festival de Cannes 2016); 2 de noviembre de 2016 (salas)